# Soirans
Soirans est une commune française située dans l'arrondissement de Dijon du département de la Côte-d'Or en région Bourgogne-Franche-Comté.

### Localisation

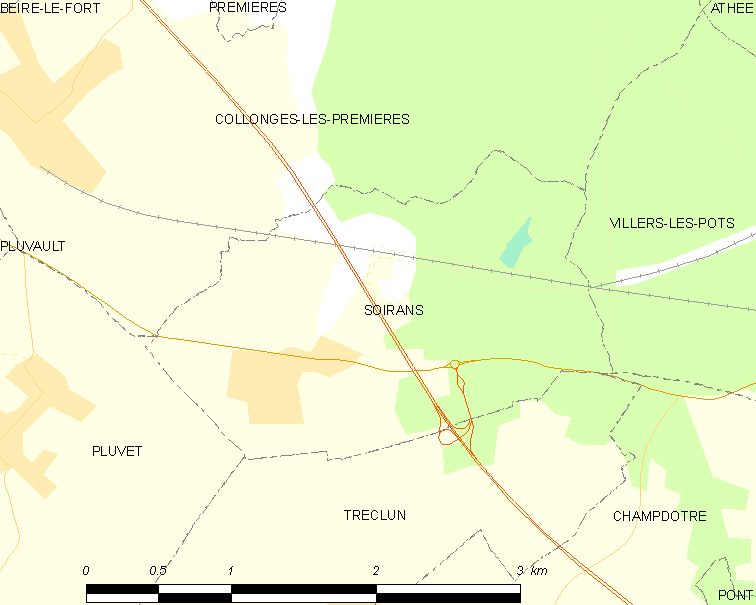
Carte de la commune de Soirans et des proches communes.

## Géographie

### Géologie, relief et hydrographie
La superficie de la commune est de 442 hectares ; son altitude varie de 189  à   204 mètres
Affluent de la Tille, l'Arnison irrigue la commune et reçoit la Dame, la Noue et la Garenne.

### Voies de communication et transports
La sortie 5 de l'autoroute A39 est à Soirans et dessert les villes d'Auxonne, Genlis et Saint-Jean-de-Losne

### Climat
Pour des articles plus généraux, voir Climat de la Bourgogne-Franche-Comté et Climat de la Côte-d'Or.
En 2010, le climat de la commune est de type climat des marges montargnardes, selon une étude du Centre national de la recherche scientifique s'appuyant sur une série de données couvrant la période 1971-2000. En 2020, Météo-France publie une typologie des climats de la France métropolitaine dans laquelle la commune est exposée à un climat semi-continental et est dans la région climatique Bourgogne, vallée de la Saône, caractérisée par un bon ensoleillement (1 900 h/an), un été chaud (18,5 °C), un air sec au printemps et en été et des vents faibles.
Pour la période 1971-2000, la température annuelle moyenne est de 10,7 °C, avec une amplitude thermique annuelle de 17,7 °C. Le cumul annuel moyen de précipitations est de 816 mm, avec 11 jours de précipitations en janvier et 7,8 jours en juillet. Pour la période 1991-2020, la température moyenne annuelle observée sur la station météorologique de Météo-France la plus proche, « Dijon-Longvic », sur la commune d'Ouges à 17 km à vol d'oiseau, est de 11,4 °C et le cumul annuel moyen de précipitations est de 743,4 mm,. Pour l'avenir, les paramètres climatiques de la commune estimés pour 2050 selon différents scénarios d'émission de gaz à effet de serre sont consultables sur un site dédié publié par Météo-France en novembre 2022.

## Urbanisme

### Typologie
Au 1er janvier 2024, Soirans est catégorisée commune rurale à habitat dispersé, selon la nouvelle grille communale de densité à 7 niveaux définie par l'Insee en 2022.
Elle est située hors unité urbaine. Par ailleurs la commune fait partie de l'aire d'attraction de Dijon, dont elle est une commune de la couronne,. Cette aire, qui regroupe 333 communes, est catégorisée dans les aires de 200 000 à moins de 700 000 habitants,.

### Occupation des sols
L'occupation des sols de la commune, telle qu'elle ressort de la base de données européenne d’occupation biophysique des sols Corine Land Cover (CLC), est marquée par l'importance des forêts et milieux semi-naturels (46 % en 2018), en diminution par rapport à 1990 (48,2 %). La répartition détaillée en 2018 est la suivante :
forêts (46 %), terres arables (36,8 %), prairies (8,1 %), zones urbanisées (6,9 %), zones industrielles ou commerciales et réseaux de communication (2,2 %). L'évolution de l’occupation des sols de la commune et de ses infrastructures peut être observée sur les différentes représentations cartographiques du territoire : la carte de Cassini (XVIIIe siècle), la carte d'état-major (1820-1866) et les cartes ou photos aériennes de l'IGN pour la période actuelle (1950 à aujourd'hui).

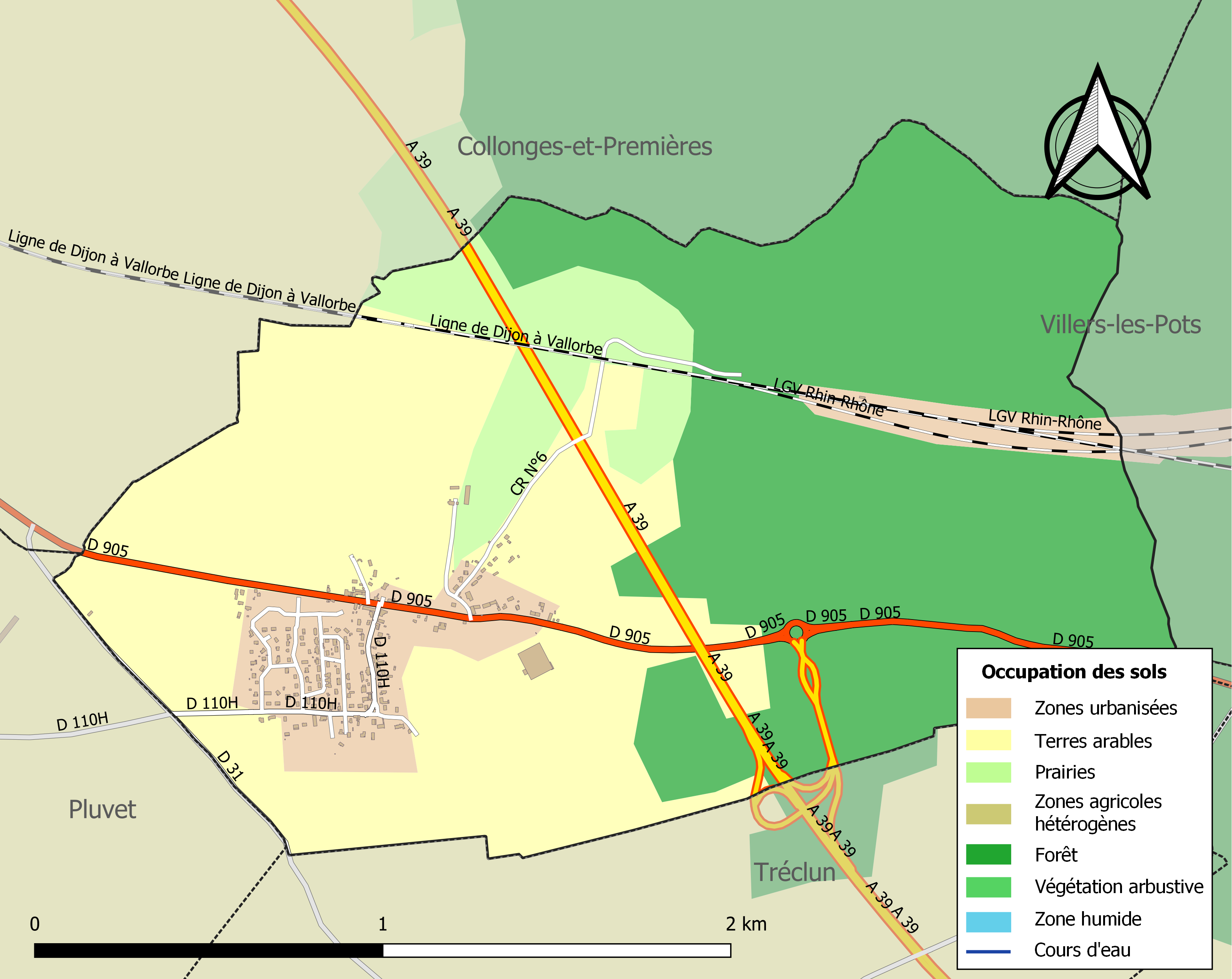
Carte des infrastructures et de l'occupation des sols de la commune en 2018 (CLC).

## Toponymie
Le lieu est nommé Soorans en 1280 et Sorans en 1313. Par décret du 26 mars 1993, Soirans-Fouffrans, en deux mots, s'est appelé officiellement Soirans.

## Histoire

### Préhistoire et Antiquité
Le site de Soirans a été occupé par les hommes dès l’Antiquité. Le terroir a été mis en valeur une première fois à l’époque romaine : certains lieux dits sont incontestablement d’origine romaine. Ainsi, la Verpiliere vient du latin Vulpus signifiant renard et désigne un endroit infesté de renards ; Pluvet, aujourd’hui commune indépendante mais qui fut, jusqu’en 1782 un hameau de Soirans, vient du bas-latin Plovatum qui signifie « champ labouré ».
Le territoire de la commune était traversé par une voie antique d’Auxonne à Genlis et Mirebeau qui a laissé son nom à un champ, aujourd’hui revenu en forêt, « le pâtis de la grande vie », c’est-à-dire de la grande voie. On a trouvé, à proximité de cette voie, de nombreuses traces de l’occupation romaine : en 1835 ont été découverts des sarcophages gallo-romains au lieu-dit « la croix d'argent » à la limite actuelle de Soirans et Collonges-lès-Premières ; 40 ans plus tard, une découverte semblable a été faite à la Verpillère.
Ce premier village gallo-romain devait être assez important puisque la source qui se trouve au Meix de la cure était aménagée (fontaine ou petit temple) : on y a trouvé en 1938, une petite statuette en bronze représentant Bacchus. En 1976, à l’occasion de la pose en sous-sol des câbles de téléphone, plusieurs canalisations en terre cuite, profondément enterrées, ont été découvertes : elles permettent de penser que l’eau de cette source pouvait être distribuée aux alentours.
Ces premières constructions romaines ont été, comme dans toute la région, ruinées par les grandes invasions entre 400 et 700 après J.-C. Le territoire est redevenu désert, forêts et marécages ont remplacé les champs cultivés.

### Moyen Âge
Ce sont des Germains qui auraient commencé à le remettre en état. D'après certaines interprétations toponymiques, certains érudits ont essayé de reconstituer le nom des chefs qui les commandaient ; l’un s’appelait Frudolf (=le loup prudent) qui a donné son nom au village de Frudolfans, devenu ensuite Fouffrans, l’autre nommé Sauder (sacrificateur) a donné son nom au village de Sauderingos qui deviendra par la suite Soirans. Néanmoins, certains historiens ont avancé l'hypothèse que le nom de Soirans pourrait être une déformation de "essorant", qui fait référence aux terres du village, drainées à partir du XIIIe siècle.
Dans le haut Moyen Âge (entre le Xe et le XIIe siècle) les villages voisins, Soirans et Fouffrans, alors séparés, faisaient partie de la vaste et puissante seigneurie des Maillys, alors partagée entre plusieurs branches féodales parentes.
La richesse du seigneur repose sur la culture que pratique pour lui ses serfs, sur la chasse, l’exploitation forestière, sur la pêche dans la rivière Arnison et dans les nombreux étangs. Les textes les plus anciens du village mentionnent, à chaque mutation de fief, les droits de pêche dans les cinq étangs : le texte de 1354 les énumère : l’étang des Estoz, l’étang de la Barre, l’étang du Poirier Yvrier, l’étang Noirot (qui existe encore) et « l’étang fourchu devant le château de Soirans » qui porta ensuite le nom d’étang de Larsingue. On trouve, à l’intérieur de la « fourche » les traces très nettes d’une construction, une « motte féodale », grossièrement ronde, protégée par les deux bras de l’étang et par un fossé. Cette même année 1354 est réparé ce château, qui porte le nom de « loge des bois de Soirans ». Les fossés et le pont sont réparés et il est recouvert de tuiles et « d’aissonnes » (écailles de bois), etc.
Mais le seigneur possède encore un autre château pour surveiller cette fois la partie défrichée. Il a subsisté plus longtemps : lui aussi était primitivement entouré de fossés communiquant avec l’Arnison qui y maintenait un niveau d’eau suffisant ; à l’intérieur il y a une maison comprenant une chambre sur cave, une cuisine, un four et une chapelle. Les textes disent qu’au XIVe siècle, hors de la motte du château, une « borde », étable pour abriter les bêtes qui dégradaient les rives du fossé, a été construite.
L’histoire des deux châteaux du Moyen Âge, celui de l’étang fourchu de Larre-Singue (dans la forêt) et celui de « la motte de Soirans » est très peu connue. Leurs ruines n’avaient pas fait l’objet de fouilles, Le premier a été très tôt détruit, le second une première fois en 1636 et définitivement en 1800.
On en sait davantage sur leurs occupants, les seigneurs de Soirans, puisque Soirans fut une seigneurie relativement vaste.
Au XIVe siècle, à l’époque des ducs Valois de Bourgogne (Philippe le Hardi, Jean sans Peur), le fief était revenu au duc de Bourgogne et la forêt porte désormais le nom de « bois du duc. »
Les seigneurs de Soirans sont ses vassaux sans doute assez pauvres comme ce Jehan Martault, qui, en 1372, porte le titre « d’écuyer du Duc » et exerce avec ses deux frères, Étienne et Jacquemart, le droit de justice sur l’Arnison et sur les maisons, aujourd’hui disparues, situées à proximité.
Au XVe siècle, ce château circulaire est agrandi et comprend une cour entourée de bâtiments de style renaissance et d’une basse-cour entourée de bâtiments agricoles.
Une douzaine de chaumières (aussi disparues) se pressaient autour, à la limite d’une vaste parcelle de terre qui a gardé, encore aujourd’hui, le nom de « Corvée » et que les paysans avaient l’obligation de cultiver, en plus d’un grand jardin qui leur était prêté à chacun par le seigneur (moyennant redevance) et qu’on appelait un « Meix. »
Le fief de Soirans est acheté au XVe siècle au duc de Bourgogne par l'un de ses riches collaborateurs, Jean de Visen, receveur général de Bourgogne. C’est lui qui modernise le château.
Ses enfants ayant renoncé à leur héritage, le fief et le château sont rachetés vers 1460 par un riche bourgeois, Amyot Regnard, écuyer du duc de Bourgogne.
Anobli quelques années plus tard, il devint aussi le seigneur d’autres localités proches : Pluvault, Fouffrans, Rouvres-en-Plaine, Vonges, Billey, …

### Temps modernes
Les deux fils d'Amyot Regnard, Jean et Louis, occupent des fonctions importantes sous le roi Charles VIII, sortes d’ambassadeurs secrets en Allemagne et en Orient.
Ce furent de grands bienfaiteurs de l’église de Fouffrans, des « mécènes » comme il y en eut à la renaissance, qui offrirent à l’église les trois statues situées dans le chœur. Jean et son neveu Claude (le fils de Louis) sont enterrés dans l’église, sous la même pierre tombale que l’on peut voir dans le chœur. En revanche, la pierre tombale de la femme de Claude, Anne de Montjeu, morte à Soirans en 1538, a disparu. Claude et Anne n’avaient qu’une fille, mariée au gouverneur de Chalon-sur-Saône. Elle n’eut elle-même qu’une fille, Antoinette, qui épousa en 1574 Philibert Bernard de Montessus qui prit donc le titre de seigneur de Soirans.
Le blason de Soirans est celui des Montessus, il est donc apparu à cette époque.
Ces seigneurs sont puissants puisqu’ils possèdent d’autres seigneuries tant en Bresse (Bellevesvres, Dissey) que dans le Mâconnais (Ballore, Rully) ; puissants mais pas forcément très fortunés car ils touchent le « cens », c’est-à-dire un impôt seigneurial, mais ils ne perçoivent que peu de fermages car ce ne sont pas de grands propriétaires.
C’est peut-être pour cette raison qu’ils préfèrent résider dans leur château de Soirans, modernisé au XVIIe siècle, plutôt qu’en ville où tout est plus cher.
Des mariages ont uni cette famille de grande noblesse à d’autres grandes familles : ainsi, le mariage de Françoise de Montessus avec Charles Chabot, comte de Charny, en 1616 ; ou encore celui de Marie-Beaune de Montessus avec Françoise de Choiseul en 1680.
En octobre 1636, pendant la période française de la guerre de Trente Ans, les armées de Matthias Gallas, général de l’armée impériale, à la suite de l’échec du siège de Saint-Jean-de-Losne, pillent et détruisent de nombreuses localités de la vallée de la Saône, dont Soirans et Fouffrans. Seules l'église, dont la partie principale date du XVIIe siècle, et une douzaine de maisons furent reconstruites.
À la fin du XVIIe siècle, on compte une dizaine de naissances par an et les villages se repeuplent.
En 1691, Soirans compte 15 feux (foyers fiscaux) et Fouffrans 14.
La signature du traité de Nimègue en 1673 donne la Franche-Comté à la France ; la Saône cesse d’être une frontière et il n’y aura plus d’incursions militaires avant le XIXe siècle.
Les habitants commencent à bouger, des familles nouvelles s’installent, la vieille route d’Auxonne à Dijon voit passer des marchands ou des voyageurs venant de Suisse et d’Italie.
Cependant, le nombre d'habitants n'évolue pas beaucoup jusqu’au milieu du XVIIIe siècle, comme l’atteste l’évolution du nombre de feux :
| Année | Soirans | Fouffrans |
| 1691  | 15      | 14        |
| 1707  | 14      | 14        |
| 1715  | 15      | 10        |
| 1727  | 18      | 16        |
| 1734  | 26(1)   | 15        |
| 1741  | 20(1)   | 17        |
| 1749  | 19      | 12        |

(1)   Peut-être à cause des travaux de construction de la « route royale »
Pluvet compte pour sa part 50 feux et cesse d’être une dépendance de Fouffrans et devient commune à part entière en 1782 (quelques dizaines d’années encore et ce village aura son église).
À partir du milieu du XVIIIe siècle, la population augmente plus nettement.
| Année | Soirans et Fouffrans réunis |
| 1754  | 28 feux                     |
| 1766  | 32 feux                     |
| 1780  | 35 feux                     |
| 1789  | 39 feux (1)                 |

(1)   environ 210 habitants.
De plus, cette population se diversifie, on trouve toujours une grande majorité de paysans, laboureurs ou manœuvriers ainsi que le pâtre communal mais apparaît une nouvelle catégorie de paysans, les rentiers, qui cultivent des terres louées à bail pour leur propre compte (on dirait aujourd’hui des fermiers).
Un vigneron, Joseph Tiquet, travaille pour le seigneur, mais devient cabaretier en 1761. L’année suivante, François Guigne qui était pâtre, devient à son tour cabaretier et en 1767 apparaît un troisième cabaretier, Jean Moutrille.
Sans doute faut-il mettre cette prolifération en relation avec l’achèvement en 1766 (comme l’attestait une inscription sur le pont de l’Arnison détruite en 1996) de la route royale (qui deviendra la RN5) qui marginalise le château et offre des possibilités de travail indépendant du seigneur.

### Révolution française et Empire
À la veille de la Révolution, plusieurs familles occupent des fonctions d’artisans : huiliers, tisserands, couvreur en paille, voituriers, et même recteur d’école.
Mais la vie des petits paysans devient de plus en plus difficile ; les impôts royaux augmentent.
Dans le même temps, la surface des terres cultivables se réduit : des bourgeois et nobles fortunés des villes voisines achètent les terres des paysans pauvres et exigent des fermages de plus en plus élevés.
Devant cette situation les paysans s’approprient les « pâtis ». C’est d’abord une occupation illégale mais la révolution légalisera cette pratique et la quasi-totalité des pâtis seront partagés en 1796.
En outre, les riches des villes achètent des titres de noblesse qui les exemptent de payer des impôts. Ces privilégiés, s’ils avaient été imposés en 1788 auraient dû payer plus d’impôts que la totalité du village.
La famille Gallet de Maudragon possède à elle seule, 236 journaux de terre labourable (sur 300), 3 de vigne, 15 d’étangs, et 230 arpents (=5 000 m2) de bois (sur 420).
Le prix élevé des terres est alors un phénomène général en France qui provoque la hausse des produits agricoles. On sait que le prix élevé du blé est une des causes de la révolution de 1789.
À Soirans et à Fouffrans, comme dans les villages voisins (et presque partout en France), les années 1787 et 1788 ont été marquées par de mauvaises récoltes et le mécontentement grandi.
Au bord de la faillite, le roi se résout à convoquer des États généraux représentant les trois ordres, noblesse, clergé et tiers état, espérant le vote de nouveaux impôts : les députés aux États généraux sont élus pour chaque province par des électeurs, eux-mêmes désignés au niveau de chaque bailliage (circonscription administrative et judiciaire correspondant à peu près à nos cantons d’aujourd’hui).
C’est le 17 mars 1789 que se réunissent à Auxonne les délégués des villes, bourgs et villages du bailliage qui s’étend d’Heuilley à Saint-Symphorien et de Chaussin à Pluvault.
Fouffrans y est représenté par deux délégués : Pierre Drouelle, fils et gendre de marchands, lui-même cultivateur aisé, et Claude Boudier qui n’est pas originaire du village ; il y est venu en 1783 travailler comme tisserand, a fait de bonnes affaires et a ouvert un café à Soirans sur la grande route en 1788.
Ce ne sont donc pas les plus pauvres qui représentent le village mais sans doute les plus instruits et les plus éloquents. Ils se sont rendus à Auxonne pour y désigner leurs délégués mais aussi pour faire connaitre, comme le roi l’a demandé le 7 février 1789 à tous les Français, les moyens de pourvoir et de subvenir aux besoins de l’état (c’est-à-dire en proposant un nouvel impôt).
Le roi demande aussi que soient consignés sur un cahier les « doléances, plaintes, mémoires et remontrances » de chaque bailliage. Le cahier de doléances du bailliage d’Auxonne est un texte de 23 pages dans lequel tous les délégués des villages réclament la suppression de la Dîme, de la Corvée, et des impôts seigneuriaux (en quelque sorte, la fin des « privilèges » et l’égalité devant la loi).
Certes, le château de Soirans a été incendié, mais en 1800, pas en 1789. À ce moment, il était passé des héritiers de Bernard de Montessus à Monsieur Galet de Mondragon. À la différence de ses prédécesseurs, ce dernier ne résidait pas à Soirans ; le château était en mauvais état et les propriétaires absents, doublement absents puisqu'en 1793, ils avaient quitté la France pour se mettre sous la protection des ennemis de la République en émigrant à l’étranger.
Nous ne savons pas si cet incendie de 1800 était accidentel.

### Époque contemporaine
Le château de Soirans est sommairement réparé au retour en France de Galet de Mondragon après 1815 et finalement rasé : les pierres ont rempli les fossés et ont servi à édifier une ferme.
La Restauration marque le retour des nobles. À Soirans–Fouffrans (c’est le nom officiel de la commune de 1789 à 1993), mais aussi à Pluvault, Premières et Villers-les-Pots, la riche famille Gallet de Mondragon s’est constitué un énorme ensemble de propriétés au point que les cartographes de la carte d’état-Major ont baptisé le massif forestier « bois de Mondragon » (auparavant bois le Duc). Rien que dans la commune de Soirans-Fouffrans, cette famille possède plus de 100 hectares de bois, 60 de terres (un tiers de la surface cultivée) des étangs et plus d’un hectare de vigne.
À cette époque, la préoccupation première et constante est le problème de l’eau : les crues de l’Arnison sont encore dévastatrices et les gués (il n’y a pas de ponts…) souvent impraticables. Les noues, ces creux où l’eau stagne en été, sont infestées et les maladies, variole et typhoïde, tuent encore beaucoup au début du XIXe siècle. Rares sont les puits et souvent contaminés ; en effet, le développement de l’élevage individuel entraîne l’apparition de maladies du bétail (tuberculose, fièvre aphteuse) transmissibles aux enfants notamment. En outre, le purin des étables se vide dans les fossés et pollue les rares puits. La grande épidémie de choléra est meurtrière : de 1841 à 1851, la population de Soirans-Fouffrans diminue de 10 %.
Cependant, l’attitude face aux épidémies diffère totalement de celles des siècles précédents. Elles ne sont plus vécues comme la punition du ciel et, plutôt que de s’incliner devant la fatalité, la raison commande de prévenir leurs apparitions.
Ainsi, il est décidé de régulariser et de faciliter l’écoulement des eaux : l’Arnison et ses affluents font l’objet de curages réguliers depuis 1858, tous les 9 ans, sous la responsabilité d’une commission municipale relayée en 1905 par une association syndicale de l’Arnison qui existe encore et pour laquelle les habitants paient aujourd’hui une taxe de curage.
Mais ce travail de curage fait disparaître les gués. À leur place, il faut construire des aqueducs et des ponts (le pont du Suchot, l’aqueduc de la Dame sont décidés le 8 novembre 1835, ceux du Verdelin et des Illottes le 28 janvier 1894).
Vers la même époque, la passerelle en bois qui, de temps immémoriaux, joignait directement le château au village par la rue des planches (appelée ainsi à cause de cette passerelle en planches) est remplacée en 1896 pour 950 francs par une passerelle métallique (remplacée en 2013).
Dans le village, les fossés doivent être nettoyés par les habitants devant chez eux en application d’un « règlement sanitaire municipal ».
Cet arrêté du maire prévoit aussi des mesures d’hygiène concernant les fosses à purin et à fumier, la vidange régulière des fosses d’aisances, la protection des puits contre les infiltrations, etc.).
Il n’y a bien entendu, pas encore l’eau sous pression (qui ne sera installée qu’en 1971) et les puits ont donc une importance extrême pour la fourniture d’eau potable. C’est dans ces conditions que le conseil municipal décide du forage et de l’aménagement d’un puits communal place de l’arbre de la liberté le 28 janvier 1894. Quelques décennies plus tôt, un premier puits avait été construit au coin de la rue de l’église ainsi qu’un lavoir en pierre rose de Damparis, le plus beau monument civil de la commune.
Au début du XIXe siècle, la population continue d’augmenter grâce à un fort taux d’accroissement naturel. Les naissances sont nombreuses, il y a en moyenne près de sept enfants par famille même si la mortalité infantile reste élevé (environ 25 %). Au recensement de 1856, il y a encore plus de quatre enfants vivants par famille. La natalité reste donc élevée au début de XIXe siècle. La mortalité, quant à elle, régresse doucement (sauf pendant l’épidémie de choléra des années 1840) si bien que l’excédent des naissances sur les décès reste très sensible. De plus, l’ouverture de la route royale amène à Soirans de nouveaux habitants, vivandiers, cabaretiers, aubergistes, marchands, voituriers… Ainsi, la population s'accroit de 170 habitants en 1749 à 225 en 1801 et 241 en 1820.
Après une chute sensible due à l'épidémie de choléra, l’augmentation reprend, il y a 216 habitants en 1856,
Comme dans les villages voisins, la population est essentiellement agricole. Au XVIIIe siècle, 29 % sont laboureurs et 47 % manouvriers. Mais il reste 24 % d’autres professions : charron, maréchal-ferrant, huilier, tisserand auquel s’ajoutent, à la fin du siècle, les aubergistes et voituriers cités ci-dessus.
Au début du XIXe siècle, la situation de l’emploi change peu. En 1836, l’agriculture fait vivre 62 % de la population du village et 68 % en 1856.
Du milieu du XIXe siècle au début du XXe siècle tout change.
En moins de 60 ans, la population diminue de moitié, passant de 216 en 1856 à 114 en 1911. Le nombre de naissances diminue des deux tiers, passant de 6,2 au milieu du XIXe siècle à 2 par an au début du XXe siècle. Mais la véritable raison de la diminution de la population réside dans l’exode rural. Le nombre des agriculteurs diminue : ils étaient 60 avec leurs domestiques en 1856, ils ne sont plus que 26 en 1911. Mais ce sont surtout les artisans qui quittent le village, faute de travail.
63 maisons étaient habitées en 1856 et seulement 37 en 1906. Plusieurs tombent en ruine, autour de l’ancien château et de l’église, elles ont aujourd’hui totalement disparu.
Le produit des impôts locaux diminue et la municipalité a de plus en plus de difficultés à boucler son budget.
La Première Guerre mondiale accentuera encore le malaise : huit jeunes gens de la commune laisseront leur vie au combat. Ainsi, en 1921, il ne reste plus que 91 habitants soit trois fois moins qu’un siècle plus tôt.
Le conseil municipal vote en 1921 une subvention en faveur des régions dévastées par la guerre et prend en charge le rapatriement des corps des enfants de Soirans « morts pour la France. » Il décide également de rappeler leur sacrifice par un monument en leur mémoire que le conseil ne souhaite pas ériger dans le cimetière ; il l’édifie en 1921 devant la mairie.
Le 8 novembre 1953, le monument aux morts est transféré dans l’enceinte du cimetière où il se trouve toujours.
Mais le village peine à se remettre de cette saignée ; le dynamisme n’est plus ce qu’il était au XIXe siècle : aucune construction depuis celle du magasin à pompes en 1890.
Les routes et chemins reçoivent chaque année leur contingent de pierres mais aucun n’est goudronné. L’électricité n’arrive qu’en 1927, l’éclairage public en 1960 et l’eau en 1971.
À partir de 1922, la population du village commence de nouveau à croître, d’abord légèrement jusqu’en 1975 puis de façon beaucoup plus significative au début des années 1980 (la population a quasiment triplé en quinze ans, passant de 118 en 1975 à 330 en 1990).

## Politique et administration

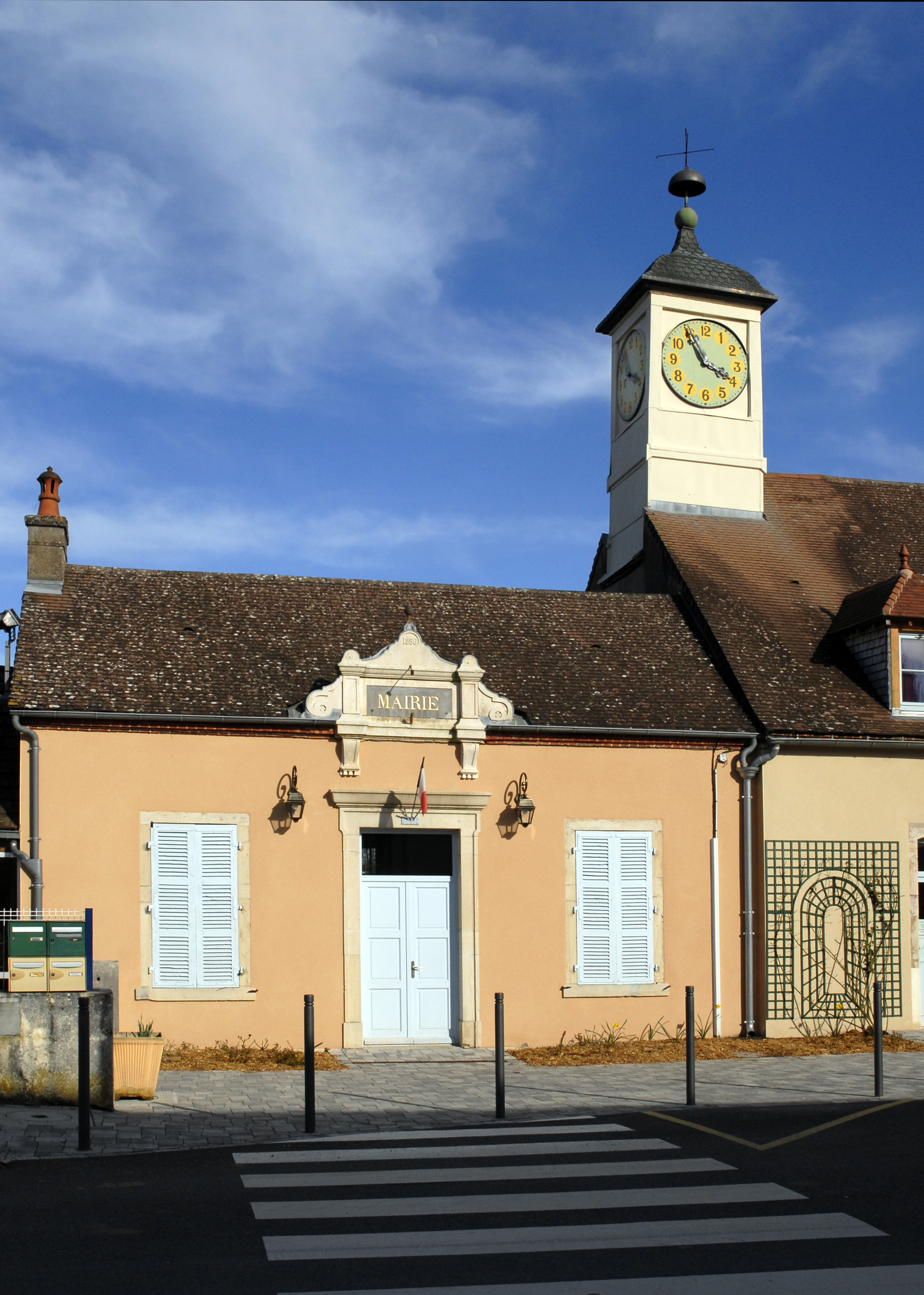
Mairie de Soirans.

### Rattachements administratifs et électoraux
La commune dépend de l'arrondissement de Dijon et jusqu'à la réforme territoriale de 2014 du canton d'Auxonne.
Depuis cette réforme, il dépend électoralement du canton d'Auxonne et de la deuxième circonscription de la Côte-d'Or.

### Administration municipale
Le nombre d'habitants au dernier recensement étant compris entre 100 et 499, le nombre de membres du conseil municipal est de 11.

### Liste des maires
| Période         | Période                  | Identité         | Étiquette | Qualité    |
| --------------- | ------------------------ | ---------------- | --------- | ---------- |
|                 | mars 1971                | Maurice Bonnotte |           |            |
| mars 1971       | 15 janvier 1999          | Michel Jovignot  |           |            |
| 15 janvier 1999 | En cours (au avril 2018) | Jean-Paul Vadot  | PRG       | Professeur |

## Population et société

### Démographie
L'évolution du nombre d'habitants est connue à travers les recensements de la population effectués dans la commune depuis 1793. Pour les communes de moins de 10 000 habitants, une enquête de recensement portant sur toute la population est réalisée tous les cinq ans, les populations de référence des années intermédiaires étant quant à elles estimées par interpolation ou extrapolation. Pour la commune, le premier recensement exhaustif entrant dans le cadre du nouveau dispositif a été réalisé en 2008.

En 2022, la commune comptait 498 habitants, en évolution de +4,18 % par rapport à 2016 (Côte-d'Or : +0,82 %, France hors Mayotte : +2,11 %).
| 1793 | 1800 | 1806 | 1821 | 1836 | 1841 | 1846 | 1851 | 1856 |
| ---- | ---- | ---- | ---- | ---- | ---- | ---- | ---- | ---- |
| 201  | 225  | 221  | 241  | 220  | 210  | 194  | 189  | 216  |

| 1861 | 1866 | 1872 | 1876 | 1881 | 1886 | 1891 | 1896 | 1901 |
| ---- | ---- | ---- | ---- | ---- | ---- | ---- | ---- | ---- |
| 209  | 202  | 177  | 181  | 188  | 168  | 162  | 163  | 127  |

| 1906 | 1911 | 1921 | 1926 | 1931 | 1936 | 1946 | 1954 | 1962 |
| ---- | ---- | ---- | ---- | ---- | ---- | ---- | ---- | ---- |
| 141  | 114  | 91   | 97   | 109  | 102  | 126  | 142  | 113  |

| 1968 | 1975 | 1982 | 1990 | 1999 | 2006 | 2008 | 2013 | 2018 |
| ---- | ---- | ---- | ---- | ---- | ---- | ---- | ---- | ---- |
| 114  | 118  | 234  | 330  | 361  | 446  | 470  | 459  | 492  |

| 2022 | - | - | - | - | - | - | - | - |
| ---- | - | - | - | - | - | - | - | - |
| 498  | - | - | - | - | - | - | - | - |

### Enseignement
Soirans est située dans l'académie de Dijon.
Elle administre une école maternelle et une école élémentaire communales.

### Manifestations culturelles et festivités
La mairie met à la disposition des habitants la salle Georges Brassens (restaurant scolaire, accueil de loisirs, accueil périscolaire) et la salle de la Verpilière (associations). Un foyer rural fonctionne à Soirans.

## Économie
Il n’y a plus d'artisan (le dernier maçon a fermé en 1980) ni commerce (fermeture de l’épicerie supérette en 1996) mais il reste encore un café restaurant avec station-service et une entreprise (espaces verts).

## Culture locale et patrimoine

### Lieux et monuments

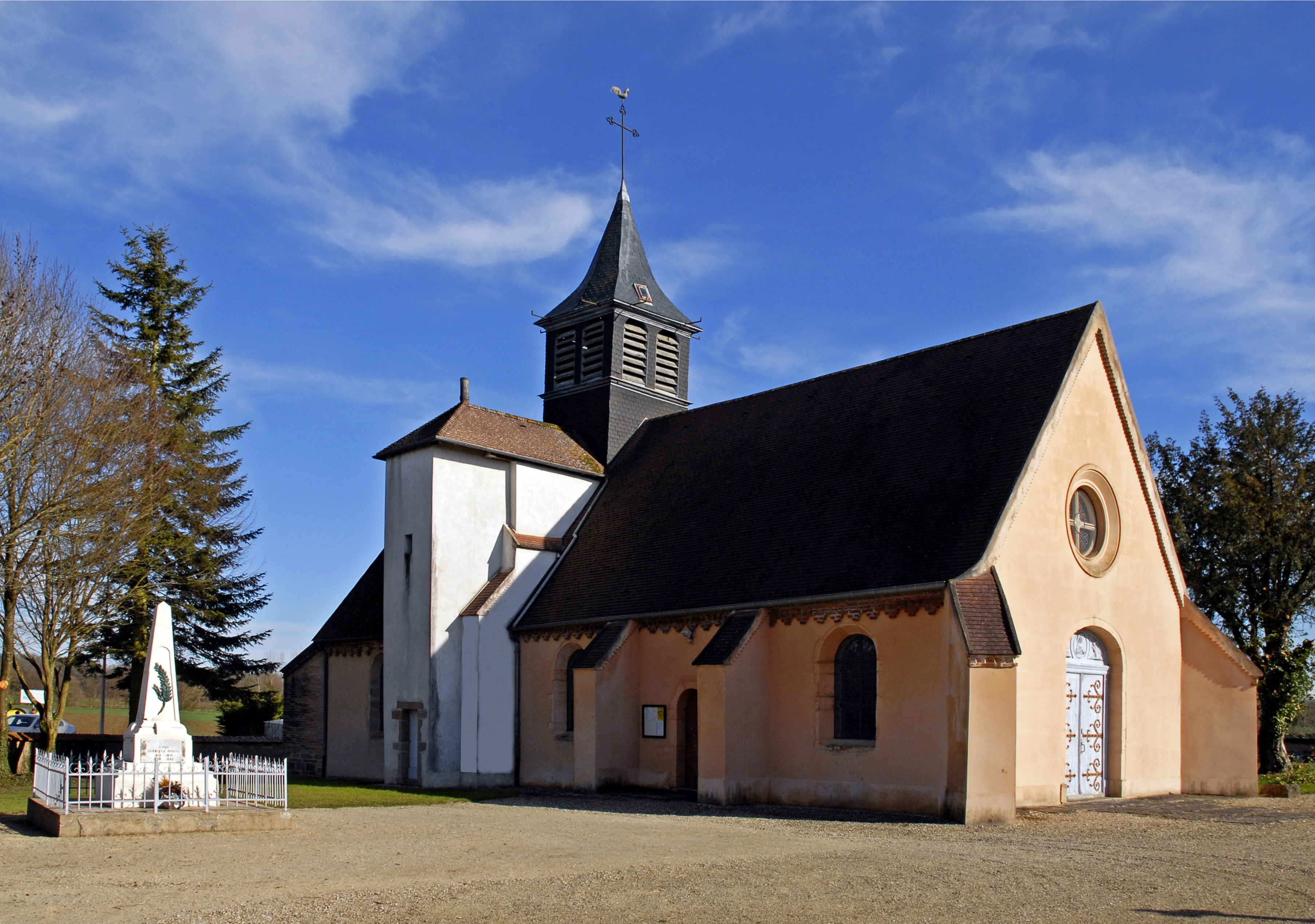
Église Saint-Vincent de Soirans.

- L'église paroissiale Saint-Vincent.
- Le lavoir communal, construit en 1838 sur les plans de l’architecte Phal Blando, est en forme d’hémicycle et soutenu par des colonnes doriques. En 1894, furent ajoutés des auvents de bois et de zinc pour protéger les laveuses de la pluie et du soleil, il n’en subsiste que les pièces métalliques qui les soutenaient.
- La forêt de Soirans contient un parcours de santé, un sentier écologique, des sentiers de randonnée (pédestre ou VTT)  et un arboretum.

### Équipements culturels
La mairie administre une bibliothèque.

### Héraldique
| Blason de Soirans | Blason  | D'azur au chevron d'or accompagné de trois étoiles d'argent. |
| Blason de Soirans | Détails | Le statut officiel du blason reste à déterminer.             |